# Persicaria nogueirae
Persicaria nogueirae är en slideväxtart som beskrevs av S. Ortiz & J.A.R. Paiva. Persicaria nogueirae ingår i släktet pilörter, och familjen slideväxter. Inga underarter finns listade i Catalogue of Life.